# Campionato Italiano di Football 1900
Il Campionato Italiano di Football 1900 è stata la 3ª edizione del campionato italiano di calcio, disputata tra il 4 marzo 1900 e il 22 aprile 1900 e conclusa con la vittoria del Genoa, al suo terzo titolo.

## Stagione
Il torneo fu il terzo campionato italiano di calcio organizzato dalla Federazione Italiana Football (FIF).

### Novità

#### Aggiornamenti
Il Torinese ha assorbito la disciolta Internazionale Torino.
Si aggiungono tre società neoaffiliate alla Federazione: la Juventus, il Milan e la Sampierdarenese.

### Formula
Il formato del torneo prevedeva due turni eliminatori regionali, uno piemontese e uno ligure. L'eliminatoria piemontese consisteva in un girone a tre squadre con partite di andata e ritorno: la squadra prima classificata avrebbe avuto accesso alla semifinale. Il Milan, invece, fu ammesso di diritto alla semifinale in quanto unico club lombardo. L'eliminatoria ligure, infine, prevedeva una gara unica fra il Genoa e la Sampierdarenese: la compagine vincitrice avrebbe ottenuto la qualificazione diretta alla finale contro la semifinalista vincente. Diversamente dalla stagione passata, l'atto conclusivo del campionato si sarebbe disputato a Torino, in quanto sede della FIF.

### Avvenimenti
Dal 4 marzo all'8 aprile 1900 si disputarono le sei partite dell'eliminatoria piemontese: il girone fu vinto dal Torinese, che così ottenne il passaggio alla semifinale contro il Milan (automaticamente qualificato in quanto unica squadra lombarda). Nell'ambito dell'eliminatoria ligure, l'8 aprile 1900 si sfidarono in gara singola il Genoa e la Sampierdarenese a Genova, sul Campo sportivo di Ponte Carrega: il 7-0 conseguito dai genoani diede loro l'accesso diretto alla finale di campionato.
La semifinale e la finale si tennero a Torino, presso il Velodromo Umberto I, il 15 e il 22 aprile 1900. Il primo match fra Torinese e Milan fu vinto dai padroni di casa per 3-0, mentre la finale fra i gialloneri e il Genoa vide questi ultimi prevalere per 3-1. Il club rossoblù vinse il torneo per la terza volta consecutiva, acquisendo definitivamente la Coppa Duca degli Abruzzi.

## Squadre partecipanti

### Liguria
| Club            | Stagione  | Città         | Stagione precedente                            |
| --------------- | --------- | ------------- | ---------------------------------------------- |
| Genoa           | dettaglio | Genova        | Vincitrice del Campionato Italiano di Football |
| Sampierdarenese | dettaglio | Sampierdarena | Neoaffiliata                                   |

### Lombardia
| Club  | Stagione  | Città  | Stagione precedente |
| ----- | --------- | ------ | ------------------- |
| Milan | dettaglio | Milano | Neoaffiliata        |

### Piemonte
| Club              | Stagione  | Città  | Stagione precedente                                         |
| ----------------- | --------- | ------ | ----------------------------------------------------------- |
| Torinese          | dettaglio | Torino | Eliminatoria piemontese nel Campionato Italiano di Football |
| Ginnastica Torino | dettaglio | Torino | Semifinalista nel Campionato Italiano di Football           |
| Juventus          | dettaglio | Torino | Neoaffiliata                                                |

## Risultati

### Calendario

#### Eliminatoria ligure
| Arbitro: | Leaver (Genova) |

|   |           |  |
| ? | Marcatori |  |

##### Verdetto
- Genoa qualificato direttamente alla finale.

#### Eliminatoria lombarda

##### Verdetto
- Milan unico iscritto e qualificato alla semifinale.

#### Eliminatorie piemontesi

##### Classifica
|  | Pos. | Squadra           | Pt | G | V | N | P | GF | GS | DR |
|  | ---- | ----------------- | -- | - | - | - | - | -- | -- | -- |
|  | 1.   | Torinese          | 8  | 4 | 4 | 0 | 0 | 8  | 2  | +6 |
|  | 2.   | Juventus          | 4  | 4 | 2 | 0 | 2 | 5  | 3  | +2 |
|  | 3.   | Ginnastica Torino | 0  | 4 | 0 | 0 | 4 | 1  | 9  | -8 |

Legenda:
      Qualificata alla semifinale.

##### Calendario
| Andata (1ª) | Andata (1ª)      | Prima giornata         | Ritorno (4ª) | Ritorno (4ª) |
|             |                  |                        |              |              |
| 4 mar.      | 3-1              | FC Torinese-Ginnastica | 2-0          | 25 mar.      |
| 4 mar.      | Riposa: Juventus |                        |              | 25 mar.      |

| Andata (2ª) | Andata (2ª)        | Seconda giornata     | Ritorno (5ª) | Ritorno (5ª) |
|             |                    |                      |              |              |
| 11 mar.     | 0-1                | Juventus-FC Torinese | 1-2          | 8 apr.       |
| 11 mar.     | Riposa: Ginnastica |                      |              | 8 apr.       |

| Andata (3ª) | Andata (3ª)         | Terza giornata      | Ritorno (6ª) | Ritorno (6ª) |
|             |                     |                     |              |              |
| 18 mar.     | 0-2                 | Ginnastica-Juventus | 0-2          | 1º apr.      |
| 18 mar.     | Riposa: FC Torinese |                     |              | 1º apr.      |

#### Semifinale
| Arbitro: | De Rote (Torino) |

|                   |           |  |
| Bosio 15’ 18’ 70’ | Marcatori |  |

##### Verdetto
- Torinese qualificata alla finale.

#### Finale
| Arbitro: | Allison (Milano) |

|   |           |                       |
| ? | Marcatori | Henman Agar Bocciardo |

### Verdetto
- Genoa campione d'Italia 1900.

### Squadra campione
| Formazione tipo (2-3-5)                                                                       | Giocatori (ruolo)                     |
| --------------------------------------------------------------------------------------------- | ------------------------------------- |
| Spensley Rossi Ghigliotti Passadoro Pasteur I Pasteur II Henman Fawcus Agar Bocciardo Dapples | James Spensley (portiere e capitano)  |
| Spensley Rossi Ghigliotti Passadoro Pasteur I Pasteur II Henman Fawcus Agar Bocciardo Dapples | Paolo Rossi (terzino destro)          |
| Spensley Rossi Ghigliotti Passadoro Pasteur I Pasteur II Henman Fawcus Agar Bocciardo Dapples | Fausto Ghigliotti (terzino sinistro)  |
| Spensley Rossi Ghigliotti Passadoro Pasteur I Pasteur II Henman Fawcus Agar Bocciardo Dapples | Howard Passadoro (centro mediano)     |
| Spensley Rossi Ghigliotti Passadoro Pasteur I Pasteur II Henman Fawcus Agar Bocciardo Dapples | Edoardo Pasteur (mediano sinistro)    |
| Spensley Rossi Ghigliotti Passadoro Pasteur I Pasteur II Henman Fawcus Agar Bocciardo Dapples | Enrico Pasteur (mediano destro)       |
| Spensley Rossi Ghigliotti Passadoro Pasteur I Pasteur II Henman Fawcus Agar Bocciardo Dapples | Henman (ala destra)                   |
| Spensley Rossi Ghigliotti Passadoro Pasteur I Pasteur II Henman Fawcus Agar Bocciardo Dapples | George Fawcus (ala sinistra)          |
| Spensley Rossi Ghigliotti Passadoro Pasteur I Pasteur II Henman Fawcus Agar Bocciardo Dapples | Joseph William Agar (mezzala destra)  |
| Spensley Rossi Ghigliotti Passadoro Pasteur I Pasteur II Henman Fawcus Agar Bocciardo Dapples | Giovanni Bocciardo (mezzala sinistra) |
| Spensley Rossi Ghigliotti Passadoro Pasteur I Pasteur II Henman Fawcus Agar Bocciardo Dapples | Henri Dapples (centro attacco)        |